# Bouadel
Bouadel (àrab بوعادل) és una comuna rural de la província de Taounate de la regió de Fes-Meknès. Segons el cens de 2014 tenia una població total de 12.684 persones.